# Collines d'Igwizi
Les collines d'Igwizi sont un ensemble de trois volcans kimberlitiques situés dans l'Ouest de la Tanzanie, à l'ouest-nord-ouest de la ville de Tabora.
Ces volcans, qui reposent sur des gneiss granitiques, sont entrés en éruption à l'Holocène. Deux de ces volcans se présentent sous la forme de cratères s'élevant au-dessus de la plaine environnante de 15 à 45 mètres. Le plus grand, situé au Nord-Est, présente un diamètre de 370 mètres entaillé à l'est-nord-est par une coulée de lave d'un kilomètre de longueur. Le second cratère possède lui aussi une entaille, mais sans présenter de coulée de lave.